# Rourea sprucei
Rourea sprucei är en tvåhjärtbladig växtart som beskrevs av Schellenb.. Rourea sprucei ingår i släktet Rourea och familjen Connaraceae.

## Underarter
Arten delas in i följande underarter:
- R. s. rondoniensis
- R. s. subcoriacea